# Tejuçuoca
Tejuçuoca là một đô thị thuộc bang Ceará, Brasil. Đô thị này có diện tích 750,605 km², dân số năm 2007 là 15092 người, mật độ 20,11 người/km².